# 城关镇 (汉阴县)
城关镇，是中华人民共和国陕西省安康市汉阴县下辖的一个乡镇级行政单位。

## 行政区划
城关镇下辖以下地区：
南街社区、北街社区、西街社区、新城社区、东南村、果园村、龙岭村、杨家坝村、前进村、三坪村、中坝村、太平村、大兴村、五一村、草桥村、长窖村、益心村、平安村、赵家河村、麒麟村、红心村、月河村、花扒村、解放村、中堰村、双星村、三元村和新星村。